# Jagdgeschwader I
 (mai 2025).
Si vous disposez d'ouvrages ou d'articles de référence ou si vous connaissez des sites web de qualité traitant du thème abordé ici, merci de compléter l'article en donnant les références utiles à sa vérifiabilité et en les liant à la section « Notes et références ».
Cet article concerne l'unité militaire de la Première Guerre mondiale. Pour l'unité militaire de la Seconde Guerre mondiale, voir Jagdgeschwader 1.
La Jagdgeschwader I (JG I) est une escadre de chasse créée par l'armée de l'air allemande — la Luftstreitkräfte — le 24 juin 1917.

## Histoire
Composée de quatre escadrons de chasse (Jagdstaffel ou Jasta) la JG I, première unité de ce type formée sous cette classification, est sous le commandement de Manfred von Richthofen à sa création.
Elle naît de la fusion des Jastas 4, 6, 10 et 11.
La JG I est surnommée « Le Cirque Volant » (en allemand : Der Fliegende Zirkus) ou « Cirque de Richthofen » en raison des couleurs vives de ses appareils, et peut-être aussi en raison de la manière dont l'unité était transférée d'une zone d'activité aérienne alliée à une autre : se déplaçant comme un cirque ambulant en train, et s'installant fréquemment sous des tentes sur des aérodromes improvisés.